# Terazije
Der Terazije (serbisch-kyrillisch Теразије) ist der Hauptplatz von Belgrad, der Hauptstadt von Serbien. Er liegt im Stadtteil Stari Grad. Zwischen der breiten Terazije(-Straße) und dem nördlich anschließenden Platz der Republik (Trg Republike) gibt es keine deutliche Trennung.

## Etymologie
Die Bezeichnung „terazije“ entstammt dem persischen Wort für Waage, bezeichnete im Osmanischen aber auch Bauten zur Wasserverteilung für die sogenannten Wasserreservoire, die in Form von Türmen errichtet wurden. Nach dem Historiker Milan Đ. Milićević verteilten sich die Wasserspeichertürme terazije na vodu (Wasserreservoire) neben der Terazije, vor dem heutigen Café Ruski Car sowie dem Café Grčka kraljica. Die Türme dienten in der Zeit der türkischen Besetzung der Stadt zum Ausgleich des Wasserniveaus in den gemauerten Leitungen (đelize) von den Trinkwasserquellen im Mali mokri lug und Bulbuder (Bulbuderski vodotok) zur sogenannten Belgrader Schanze mit den öffentlichen Brunnen der Čukur-česma und Saka-česma. Der größte dieser Türme stand an der Stelle des heutigen Terazije-Brunnens vor dem Hotel Moskva. Nach diesem bekam der ganze Stadtteil und der Platz seinen heutigen Namen.

## Geschichte
Die Terazije ist heute der Hauptplatz der Stadt Belgrad und lag einst vor der Belgrader Schanze. Hier befand sich ein breites Vorfeld, indem sich Anfang des 19. Jh. nur die Deponie der Stadt fand. Obwohl noch zur osmanischen Zeit der eigentlich wichtigste Platz außerhalb der befestigten Schanze vor der Stambol kapija (Istanbuler Tor), dem heutigen Platz de Republik, lag, wählte Fürst Miloš Obrenović bei der Ausweitung der Stadt über die Grenze der Schanze die Terazije aus. Durch die Aussiedlung der Schmiede aus der Schanze und Ansiedlung auf der Terazije begann die erste moderne Ausweitung Belgrads. Obwohl damals die Fläche vor der Stambol kapije verkehrstechnisch begünstigter lag, hatte Fürst Miloš die Terazije wahrscheinlich deshalb ausgesucht, da verurteilte und hingerichtete Serben vor der Stambol kapija öffentlich zur Schau gestellt wurden und diese daher von Christen gemieden wurde. Zudem bestand auch eine starke Segregation zwischen muslimischen und christlichen Bewohnern Belgrads. Während die Serben saveseitig westlich der heutigen Vasa Ćarapića im Viertel Sava mala siedelten, bildeten die donauseitigen Viertel östlich der damaligen Istanbuler Straße muslimische Viertel.

## Beschreibung und Randbebauung
Der etwa 250 Meter lange (Bulevard) Terazije und der rund 1500 m² große Platz der Republik werden von Springbrunnenanlagen, gepflegten Grünflächen und zahlreichen bekannten Gebäuden dominiert. Auf der Ostseite des Republik-Platzes befindet sich das Reitermonument für Fürst Michael (Knez Mihailov), das bei den Einheimischen Das Pferd heißt. Dahinter, in Nord-Süd-Richtung ausgerichtet, stehen das Nationalmuseum und an der Ecke zwischen Platz der Republik und Terazije das im Bild gezeigte Hotel Moskva. Auf der Südseite des Terazije sind das Nationaltheater und das Neue Schloss zu finden. In einer kleinen Parkanlage vor dem Theater ist eine Bronzestatue für den serbischen Novellisten Branislav Nušić (Бранислав Нушић) aufgestellt. Das Neue Schloss beherbergt auf der Innenseite die Belgrader Stadtverwaltung, im Nordwestflügel befindet sich der Amtssitz des Serbischen Präsidenten. Der heutige Studentenklub auf der Nordseite der Straße wurde im 20. Jahrhundert als Jugoslawisches Dramaturgisches Theater gebaut und war bis 1968 Offiziersklub.
Vor den Zerstörungen im Zweiten Weltkrieg hieß die nördlich angrenzende Fläche Pozorišni trg und bildete mit Terazije ein Rondell, auf das symmetrisch sechs Straßen zuliefen. Im Zentrum des Platzes stand der obeliskartige Brunnen (Terazijska česma), mit dem Fürst Miloš geehrt wurde.